# The Red Jumpsuit Apparatus
The Red Jumpsuit Apparatus est un groupe de post-hardcore américain, originaire de Middleburg, en Floride.

## Biographie

### Débuts (2003-2004)
D'origine floridienne, les amis d'enfance Ronnie Winter, Thomas Amason, et Duke Kitchens fondent le groupe pendant leurs études au «AP Music Theory Class», en 2003. The Red Jumpsuit Apparatus est officiellement créé après l'addition des autres membres qui étaient déjà dans d'autres groupes musicaux. Le nom « The Red Jumpsuit Apparatus » est adopté par le groupe à la suite d'un vote de mots choisis au hasard selon un jeu de fléchettes.
The Red Jumpsuit Apparatus publie un EP de six chansons qui est réparti dans différentes villes pour promouvoir le groupe en 2005. Le groupe commence également à devenir plus populaire lorsqu'ils ont utilisé certains médias sociaux (Myspace) pour faire connaître leur musique. Bien populaire dans sa scène locale, le groupe trouve qu'il est difficile d'obtenir l'appui d'un label. C'est pourquoi le groupe avait pris le temps d'écrire des chansons pour une « période de 18 mois avant qu'ils entrèrent dans la scène live. » Comme ils ont continué à augmenter les spectacles et les performances, le fan club des Red Jumpsuit a continué à construire à un niveau presque inouï pour un groupe local. Ce fanclub qui ne fait que grossir attire Jason Flom de Virgin Records en 2005, où ils ont ensuite commencé à travailler sur leur premier vrai album.

### Don't You Fake It(2005-2007)
En 2006, ils publient leur premier album, Don't You Fake It, avec les singles Face Down, False Pretense, Your Guardian Angel et Damn Regret. L'album est certifié disque d'or le 27 novembre 2006 par la RIAA avec plus de 500 000 exemplaires vendus. En février 2007, The Red Jumpsuit Apparatus joue à la tournée américaine Take Action Tour organisée pour la prévention contre le suicide chez les jeunes, avec notamment My Chemical Romance et Rise Against. Leur chanson In Fate's Hands est incluse dans le jeu vidéo Madden NFL 07, leur chanson Face Down dans les jeux vidéo Saints Row 2 et MX vs. ATV: Untamed, et leur chanson False Pretense dans le film Never Back Down.
Entre 2006 et 2008, le groupe joue plusieurs tournées et dans plusieurs festivals avec des groupes comme Thirty Seconds to Mars, Madina Lake, The Audition, Saosin, Scary Kids Scaring Kids, Taking Back Sunday, Lorene Drive, The Used, Monty Are I, Amber Pacific, Boys Like Girls, Halifax, Emery, A Static Lullaby, and So They Say.
L'édition de luxe de Don't You Fake It de The Red Jumpsuit Apparatus est publié le 23 février 2007. Le 3 mai 2007, The Red Jumpsuit Apparatus joue à Fort Rucker, en Alabama dont les revenus seront reversés à l'Enterprise High School détruit par une tornade le 1er mars 2007. Le même mois, leur single Face Down est jouée dans le film Georgia Rule.

### Lonely Road(2008-2009)
En juin 2007, The Red Jumpsuit Apparatus commence à travailler sur son deuxième album, Lonely Road. Le groupe confirme son apparition au festival australien Soundwave en 2008.
Leur deuxième album, Lonely Road est publié le 3 février 2008. Il est produit par Howard Benson (My Chemical Romance, Daughtry, Less Than Jake, Hoobastank, P.O.D., The All-American Rejects, Seether, Cold). En soutien à l'album, ils tournent significativement en hiver 2008 et eau printemps 2009 avec des groupes comme Shinedown, Framing Hanley, et Tickle Me Pink.

### Am I the Enemy(2010-2012)
En février 2010, le groupe se sépare du llabel Virgin Records, à cause de la mauvaise campagne publicitaire pour Lonely Road. Ils décident de continuer en indépendant.

## Membres

### Membres actuels
- Ronnie Winter – chant, claviers (depuis 2003)
- Joey Westwood – basse (depuis 2005)
- Josh Burke – guitare solo (2011–2013, depuis 2015)
- Randy Winter – guitare rythmique, claviers, chant (depuis 2011)
- John Espy – batterie, percussions (depuis 2015)

### Anciens membres
- Duke Kitchens – guitare rythmique, chant (2003–2011)
- Elias Reidy – guitare solo, chœurs (2005–2008)
- Matt Carter – guitare solo (2008–2011, 2013–2015)
- Jon Wilkes – batterie, percussions (2005–2011)
- John Hartman – batterie, percussions (2012–2015)

### Membre de tournée
- Kristopher Comeaux – batterie, percussions (2011–2012)

## Discographie

### Albums studio
- 2007 : Don't You Fake It
- 2009 : Lonely Road
- 2011 : Am I the Enemy
- 2014 : 4

### EP
- 2005 : The Red Jumpsuit Apparatus
- 2006 : AOL Sessions Under Cover
- 2010 : The Hell or High Water